# Tom e Jerry a bordo
Tom e Jerry a bordo (Puss 'n' Boats) è un film del 1966 diretto da Abe Levitow. È il ventesimo dei 34 cortometraggi animati della serie Tom & Jerry prodotti da Chuck Jones con il suo studio Sib-Tower 12 Productions. Venne distribuito il 5 maggio del 1966 dalla Metro-Goldwyn-Mayer. Il titolo originale del cortometraggio è un gioco di parole in inglese de Il gatto con gli stivali (Puss in Boots).

## Trama
Jerry viene attratto dall'odore di una forma di formaggio che viene caricata su una nave, dove vi è Tom di guardia. Il topo, per imbarcarsi, si traveste da capitano della nave, ma viene smascherato da Tom. In seguito Jerry proietta Tom in cielo e ne approfitta per salire di nascosto sull'imbarcazione. Una volta atterrato, Tom cerca di liquidare Jerry con una manichetta antincendio, ma il tutto finisce per ritorcerglisi contro. Tom viene mangiato da uno squalo, che però sputa il gatto, facendolo finire nella caldaia della nave. Con la coda in fiamme, Tom si getta in mare, dove viene inseguito dallo squalo, mentre Jerry prende il posto di Tom.